# Lakshit Sood
Lakshit Sood (* 20. Februar 1991 in Ludhiana) ist ein indischer Tennisspieler.

## Karriere
Lakshit Sood spielt hauptsächlich auf der ATP Challenger Tour und der ITF Future Tour.
Seinen ersten Auftritt auf der ATP World Tour hatte er zusammen mit seinem Bruder im Doppel Chandril Sood bei den Aircel Chennai Open in Chennai im Januar 2015. Dort verloren sie ihre Erstrundenpartie als Alternates gegen Mahesh Bhupathi und Saketh Myneni im Match-Tie-Break.